# Seven Swans
Albums de Sufjan Stevens
Michigan
(2003) Illinois
(2005)
Seven Swans est le quatrième album folk/rock de Sufjan Stevens paru le 16 mars 2004.

## Liste des pistes
1. All the Trees of the Field Will Clap Their Hands – 4:14
2. The Dress Looks Nice on You – 2:32
3. In the Devil's Territory – 4:57
4. To be Alone with You – 2:44
5. Abraham – 2:33
6. Sister – 6:00
7. Size Too Small – 3:04
8. We Won't Need Legs to Stand – 2:12
9. A Good Man Is Hard to Find – 3:16
10. He Woke Me Up Again – 2:43
11. Seven Swans – 6:33
12. The Transfiguration – 5:18

Bonus 7" :
1. I went dancing with my sister
2. Waste of what your kids won't have